# Carl Wendel
Carl Wendel (* 2. Dezember 1874 in Erfurt; † 16. Juli 1951 in Halle an der Saale) war ein deutscher Klassischer Philologe, Bibliothekar und Buchwissenschaftler.

## Leben
Carl Wendel studierte Evangelische Theologie an den Universitäten zu Tübingen und Halle, wo er 1897 das theologische Examen ablegte. Er schlug jedoch nicht die kirchliche Laufbahn ein, sondern vertiefte seine Studien der antiken Literatur. 1900 wurde er bei Friedrich Blass mit der Dissertation De nominibus bucolicis zum Dr. phil. promoviert.
Von 1900 bis 1902 arbeitete er als Volontär an der Universitätsbibliothek Halle. 1902 legte er an der Universität Göttingen bei Karl Dziatzko die bibliothekarische Fachprüfung ab und ging als Hilfsbibliothekar an die Universitätsbibliothek Greifswald. 1906 kehrte er als hauptamtlicher Bibliothekar nach Halle zurück.
Neben seiner Arbeit fand Wendel die Zeit zu intensiver wissenschaftlicher Arbeit. Er beschäftigte sich mit der griechischen Bukolik und Mythographie, mit den Scholien und mit dem antiken Buch- und Bibliothekswesen. Neben Aufsätzen, Vorträgen und Rezensionen verfasste er auch zahlreiche Artikel für die Realencyclopädie der classischen Altertumswissenschaft.
1920 erhielt Wendel seine erste leitende Bibliothekarstelle als stellvertretender Direktor der Universitätsbibliothek Breslau. 1925 wurde er Leiter der Staats- und Universitätsbibliothek Königsberg. 1927 kehrte er nach Halle zurück als Direktor der Universitätsbibliothek. Am 31. März 1938 trat er vorzeitig in den Ruhestand, einerseits aus gesundheitlichen Gründen, andererseits um dem politischen Druck des Nationalsozialismus zu entgehen. In seinen letzten Lebensjahren konzentrierte er sich ganz auf seine wissenschaftliche Arbeit.
Nach dem Ende des Zweiten Weltkriegs arbeitete Wendel in der neuen Bibliothekskommission mit, die die Landesregierung einberufen hatte. Das Angebot, die Bibliotheksleitung wieder zu übernehmen, lehnte er ab. Er nahm jedoch ab 1947 einen Lehrauftrag für philologische und historische Hilfswissenschaften wahr und vertrat ab 1949 eine Professur für Byzantinistik.

## Schriften (Auswahl)
- De nominibus bucolicis. In: Neue Jahrbücher für classische Philologie. Supplement-Band 26, Heft 1, Leipzig 1900, S. 1–90 (Dissertation)
- Scholia in Theocritum vetera. Leipzig 1914
- Überlieferung und Entstehung der Theokrit-Scholien. Berlin 1920 (Digitalisat)
- Die Überlieferung des Attizisten Moiris. Leipzig 1929 (Digitalisat).
- Die Überlieferung der Scholien zu Apollonios von Rhodos. Berlin 1932 (Digitalisat). Nachdruck Nendeln 1972
- Scholia in Apollonium Rhodium vetera. Berlin 1935 (Digitalisat)
- Die griechisch-römische Buchbeschreibung verglichen mit der des Vorderen Orients. Halle 1949 (Digitalisat).
- Der Thoraschrein im Altertum. Halle 1950 (Digitalisat).
- Geschichte der Bibliotheken. Das griechisch-römische Altertum. In: Handbuch der Bibliothekswissenschaft. Band 3 (1940), S. 1–63 (Digitalisat)
  - mit Willi Göber: Geschichte der Bibliotheken. Das griechisch-römische Altertum. In: Handbuch der Bibliothekswissenschaft. Band 3,1 (1953), S. 51–145 (überarbeitete Fassung)